# 賴瑞·柯恩
勞倫斯·G·「賴瑞」·柯恩（英語：Lawrence G. "Larry" Cohen，1936年7月15日—2019年3月23日），美國男製片人、導演和編劇。於1970年代初至1980年代間製作了多部犯罪、科幻和恐怖風格的B級片，較著名的包括《突變怪嬰》（1974年）、《上帝旨意》（1976年）和《翼龍》（1982年）。之後，他主要專注於編劇一職，如《絕命鈴聲》（2002年）、《玩命手機》（2004年）及《窒命寫真》（2007年）。此外，柯恩也為恐怖砍殺片《特警殺人狂》（1988年）及其兩部續集撰寫劇本。
2006年，他回歸拾起執導筒而執導了米克·蓋瑞斯的電視劇《恐怖大師》（2006年）中的〈帶我上路〉一集。
柯恩2019年3月23日在加州比華利山家中去世，享年82歲。

## 外部連結
- 賴瑞·柯恩在互联网电影资料库（IMDb）上的資料（英文）
- Larry Cohen biography on (re)Search my Trash （页面存档备份，存于）
- Senses of Cinema Great Directors profile (profile by Tony Williams) （页面存档备份，存于）
- The New Yorker Feb 2, 2004 "The Survivor" by Amy Wallace p42-49
- Larry Cohen Filmmaker (Official Website) （页面存档备份，存于）